# Chemnitzer Fußballclub 2014-2015
Questa voce raccoglie le informazioni riguardanti il Chemnitzer Fußballclub nelle competizioni ufficiali della stagione 2014-2015.

## Stagione
Nella stagione 2014-2015 il Chemnitz, allenato da Karsten Heine, concluse il campionato di 3. Liga al 5º posto. In Coppa di Germania il Chemnitz fu eliminato al secondo turno dal Werder Brema.

## Rosa
| N. |                     | Ruolo | Calciatore             |
| -- | ------------------- | ----- | ---------------------- |
| 1  | Germania (bandiera) | P     | Philipp Pentke         |
| 3  | Germania (bandiera) | D     | Nils Röseler           |
| 4  | Germania (bandiera) | D     | Kevin Conrad           |
| 5  | Germania (bandiera) | D     | Marc Endres            |
| 6  | Germania (bandiera) | C     | Marc Lais              |
| 9  | Germania (bandiera) | A     | Anton Fink             |
| 10 | Germania (bandiera) | A     | Markus Ziereis         |
| 11 | Germania (bandiera) | A     | Reagy Ofosu            |
| 13 | Germania (bandiera) | C     | Tim Danneberg          |
| 14 | Svizzera (bandiera) | D     | Marco Kehl-Gómez       |
| 15 | Germania (bandiera) | A     | Frank Löning           |
| 17 | Germania (bandiera) | D     | Dan-Patrick Poggenberg |

| N. |                       | Ruolo | Calciatore             |
| -- | --------------------- | ----- | ---------------------- |
| 18 | Germania (bandiera)   | A     | Sebastian Glasner      |
| 19 | Germania (bandiera)   | C     | Philip Türpitz         |
| 20 | Germania (bandiera)   | D     | Fabian Stenzel         |
| 22 | Germania (bandiera)   | C     | Marc Hensel            |
| 23 | Guatemala (bandiera)  | D     | Stefano Cincotta       |
| 24 | Germania (bandiera)   | C     | Florian Hansch         |
| 25 | Germania (bandiera)   | P     | Maximilian Reule       |
| 26 | Germania (bandiera)   | D     | Nicolai Lorenzoni      |
| 27 | Germania (bandiera)   | C     | Christian Mauersberger |
| 28 | Germania (bandiera)   | C     | Timo Çeçen             |
| 29 | Slovacchia (bandiera) | C     | Karol Karlik           |
| 31 | Germania (bandiera)   | C     | Tom Scheffel           |

## Organigramma societario
Area tecnica
- Allenatore: Karsten Heine
- Allenatore in seconda: Torsten Bittermann, Kay-Uwe Jendrossek
- Preparatore dei portieri: Holger Hiemann
- Preparatori atletici:

## Calciomercato

### Sessione estiva
| Acquisti | Acquisti               | Acquisti           | Acquisti |
| R.       | Nome                   | da                 | Modalità |
| -------- | ---------------------- | ------------------ | -------- |
| C        | Tim Danneberg          | Holstein Kiel      |          |
| C        | Tim Hölscher           | Twente             |          |
| D        | Stefano Cincotta       | Wacker Burghausen  |          |
| D        | Marc Endres            | Heidenheim         |          |
| A        | Sebastian Glasner      | Viktoria Colonia   |          |
| D        | Marco Kehl-Gómez       | Pfullendorf        |          |
| A        | Reagy Ofosu            | Ingolstadt 04      |          |
| D        | Dan-Patrick Poggenberg | Wolfsburg          |          |
| P        | Maximilian Reule       | Karlsruhe          |          |
| D        | Nils Röseler           | Twente             |          |
| C        | Philip Türpitz         | Sportfreunde Lotte |          |
| A        | Markus Ziereis         | Darmstadt          |          |

| Cessioni | Cessioni          | Cessioni           | Cessioni |
| R.       | Nome              | a                  | Modalità |
| -------- | ----------------- | ------------------ | -------- |
| D        | Jeron Al-Hazaimeh | Sportfreunde Lotte |          |
| D        | Silvio Bankert    | Magdeburgo         |          |
| D        | Thomas Birk       | Elversberg         |          |
| A        | Benjamin Förster  | Elversberg         |          |
| C        | Florian Hansch    | Chemnitz II        |          |
| C        | Marc Hensel       | Chemnitz II        |          |
| C        | Maik Kegel        | Holstein Kiel      |          |
| D        | Sebastian Mai     | Zwickau            |          |
| C        | Anton Makarenko   | Energie Cottbus    |          |
| C        | Sascha Pfeffer    | Hallescher         |          |
| P        | Dominik Reissig   | Chemnitz II        |          |
| D        | Sebastian Schmidt | Goslarer           |          |
| A        | Tino Semmer       | Wacker Nordhausen  |          |
| D        | Toni Wachsmuth    | Zwickau            |          |

### Sessione invernale
| Acquisti | Acquisti          | Acquisti       | Acquisti |
| R.       | Nome              | da             | Modalità |
| -------- | ----------------- | -------------- | -------- |
| C        | Karol Karlik      | Oțelul Galați  |          |
| C        | Timo Çeçen        | Stoccarda II   |          |
| A        | Frank Löning      | Erzgebirge Aue |          |
| D        | Nicolai Lorenzoni | Friburgo II    |          |

| Cessioni | Cessioni            | Cessioni          | Cessioni |
| R.       | Nome                | a                 | Modalità |
| -------- | ------------------- | ----------------- | -------- |
| P        | Felix Junghan       | Kaiserslautern II |          |
| D        | Marcel Hofrath      | Jahn Ratisbona    |          |
| C        | Ronny Garbuschewski | Energie Cottbus   |          |
| C        | Tim Hölscher        | Twente            |          |

## Risultati

### 3. Liga

#### Girone di andata
| Arbitro: | Brand |

|  |           |                                    |
|  | Marcatori | 45’ Ofosu 83’ Türpitz 87’ Scheffel |

| Arbitro: | Kinhöfer |

|                             |           |  |
| Türpitz 60’ Fink 85’ (rig.) | Marcatori |  |

| Chemnitz 5 agosto 2014, ore 19:00 CEST 3ª giornata | Chemnitz | 0 – 0 referto | Arminia Bielefeld | Stadion an der Gellertstraße (6 834 spett.)\| Arbitro: \| Schröder \| |
| Arbitro:                                           | Schröder |               |                   |                                                                       |

| Arbitro: | Rohde |

|              |           |                      |
| Aydogmus 70’ | Marcatori | 53’, 62’ (rig.) Fink |

| Chemnitz 24 agosto 2014, ore 14:00 CEST 5ª giornata | Chemnitz | 0 – 0 referto | Duisburg | Stadion an der Gellertstraße (6 124 spett.)\| Arbitro: \| Heft \| |
| Arbitro:                                            | Heft     |               |          |                                                                   |

| Arbitro: | Siewer |

|                                 |           |  |
| Soriano 54’ Marchese 86’ (rig.) | Marcatori |  |

| Arbitro: | Storks |

|                      |           |  |
| Fink 53’ Türpitz 90’ | Marcatori |  |

| Arbitro: | Huber |

|            |           |                                     |
| Harder 22’ | Marcatori | 15’ Stenzel 40’ Fink 45’ Kehl-Gómez |

| Arbitro: | Stieler |

|                       |           |  |
| Fink 7’ Danneberg 42’ | Marcatori |  |

| Aspach 20 settembre 2014, ore 14:00 CEST 10ª giornata | Stoccarda II | 0 – 0 referto | Chemnitz | Mechatronik Arena (720 spett.)\| Arbitro: \| Schlager \| |
| Arbitro:                                              | Schlager     |               |          |                                                          |

| Arbitro: | Fritz |

|  |           |           |
|  | Marcatori | 5’ Michel |

| Arbitro: | Steinhaus-Webb |

|               |           |  |
| Comvalius 85’ | Marcatori |  |

| Arbitro: | Jablonski |

|              |           |  |
| Danneberg 9’ | Marcatori |  |

| Arbitro: | Perl |

|                       |           |  |
| Möhwald 3’ Kadrić 90’ | Marcatori |  |

| Chemnitz 25 ottobre 2014, ore 14:00 CEST 15ª giornata | Chemnitz | 0 – 0 referto | Holstein Kiel | Stadion an der Gellertstraße (5 830 spett.)\| Arbitro: \| Dietz \| |
| Arbitro:                                              | Dietz    |               |               |                                                                    |

| Arbitro: | Winkmann |

|                               |           |  |
| Schnellbacher 41’ Mintzel 75’ | Marcatori |  |

| Arbitro: | Alt |

|                                |           |                |
| Türpitz 14’, 68’ Fink 19’, 35’ | Marcatori | 71’ Steininger |

| Arbitro: | Heft |

|             |           |  |
| Fischer 55’ | Marcatori |  |

| Arbitro: | Treiber |

|          |           |                    |
| Fink 69’ | Marcatori | 40’, 48’ Slišković |

#### Girone di ritorno
| Arbitro: | Petersen |

|  |           |                      |
|  | Marcatori | 23’ Franke 32’ Gogia |

| Arbitro: | Cortus |

|                     |           |  |
| Il'jučenko 57’, 69’ | Marcatori |  |

| Arbitro: | Günsch |

|                     |           |  |
| Klos 4’ Hemlein 51’ | Marcatori |  |

| Arbitro: | Kampka |

|                                 |           |          |
| Endres 23’ Türpitz 26’ Fink 88’ | Marcatori | 28’ Rahn |

| Arbitro: | Treiber |

|                            |           |  |
| Grote 30’, 32’ Onuegbu 36’ | Marcatori |  |

| Arbitro: | Dittrich |

|            |           |              |
| Löning 74’ | Marcatori | 89’ Calamita |

| Unterhaching 20 febbraio 2015, ore 19:00 CET 26ª giornata | Unterhaching       | 0 – 0 referto | Chemnitz | Alpenbauer Sportpark (1 750 spett.)\| Arbitro: \| Waschitzki-Günther \| |
| Arbitro:                                                  | Waschitzki-Günther |               |          |                                                                         |

| Arbitro: | Jöllenbeck |

|                           |           |              |
| Fink 40’, 57’ Türpitz 69’ | Marcatori | 37’ Jordanov |

| Arbitro: | Schriever |

|            |           |  |
| Savran 13’ | Marcatori |  |

| Arbitro: | Siewer |

|           |           |  |
| Ofosu 53’ | Marcatori |  |

| Arbitro: | Siebert |

|                                   |           |                            |
| Kleindienst 22’ Garbuschewski 90’ | Marcatori | 27’ Löning 56’ (rig.) Fink |

| Arbitro: | Bandurski |

|                     |           |  |
| Endres 18’ Fink 27’ | Marcatori |  |

| Arbitro: | Dingert |

|                                   |           |                                 |
| Bischoff 33’ (rig.) Reichwein 40’ | Marcatori | 21’ Fink 31’ Löning 59’ Stenzel |

| Arbitro: | Bokop |

|                     |           |                    |
| Löning 51’ Fink 61’ | Marcatori | 90’ (rig.) Czichos |

| Arbitro: | Dittrich |

|                          |           |           |
| Schäffler 36’ Heider 69’ | Marcatori | 20’ Ofosu |

| Arbitro: | Rohde |

|                 |           |             |
| Endres 42’, 82’ | Marcatori | 40’ Jänicke |

| Arbitro: | Reichel |

|  |           |             |
|  | Marcatori | 90’ Stenzel |

| Arbitro: | Schwermer |

|                                 |           |  |
| Binakaj 55’ (aut.) Cincotta 88’ | Marcatori |  |

| Arbitro: | Cortus |

|          |           |          |
| Bohl 42’ | Marcatori | 75’ Fink |

### Coppa di Germania
| Arbitro: | Ittrich |

|                                                               |                      |                                                        |
| Fink 50’, 53’ Bungert 88’ (aut.) Ziereis 103’ Kehl-Gómez 119’ | Marcatori            | 25’ Zimling 49’ Okazaki 73’ Koo 109’ Bungert 120’ Geis |
| Garbuschewski Türpitz Hofrath Kehl-Gómez Fink                 | Tiri di rigore 5 – 4 | Geis Koo Jara Park Brosinski                           |

| Arbitro: | Schmidt |

|  |           |                          |
|  | Marcatori | 31’ Bartels 49’ Di Santo |

## Statistiche

### Statistiche di squadra
| Competizione      | Punti | In casa | In casa | In casa | In casa | In casa | In casa | In trasferta | In trasferta | In trasferta | In trasferta | In trasferta | In trasferta | Totale | Totale | Totale | Totale | Totale | Totale | DR |
| Competizione      | Punti | G       | V       | N       | P       | Gf      | Gs      | G            | V            | N            | P            | Gf           | Gs           | G      | V      | N      | P      | Gf     | Gs     | DR |
| ----------------- | ----- | ------- | ------- | ------- | ------- | ------- | ------- | ------------ | ------------ | ------------ | ------------ | ------------ | ------------ | ------ | ------ | ------ | ------ | ------ | ------ | -- |
| 3. Liga           | 59    | 19      | 12      | 4       | 3       | 28      | 11      | 19           | 5            | 4            | 10           | 16           | 25           | 38     | 17     | 8      | 13     | 44     | 36     | +8 |
| Coppa di Germania | -     | 2       | 0       | 1       | 1       | 5       | 7       | 0            | 0            | 0            | 0            | 0            | 0            | 2      | 0      | 1      | 1      | 5      | 7      | -2 |
| Totale            | 59    | 21      | 12      | 5       | 4       | 33      | 18      | 19           | 5            | 4            | 10           | 16           | 25           | 40     | 17     | 9      | 14     | 49     | 43     | +6 |

### Andamento in campionato
| Giornata  | 1 | 2 | 3 | 4 | 5 | 6 | 7 | 8 | 9 | 10 | 11 | 12 | 13 | 14 | 15 | 16 | 17 | 18 | 19 | 20 | 21 | 22 | 23 | 24 | 25 | 26 | 27 | 28 | 29 | 30 | 31 | 32 | 33 | 34 | 35 | 36 | 37 | 38 |
| --------- | - | - | - | - | - | - | - | - | - | -- | -- | -- | -- | -- | -- | -- | -- | -- | -- | -- | -- | -- | -- | -- | -- | -- | -- | -- | -- | -- | -- | -- | -- | -- | -- | -- | -- | -- |
| Luogo     | T | C | C | T | C | T | C | T | C | T  | C  | T  | C  | T  | C  | T  | C  | T  | C  | C  | T  | T  | C  | T  | C  | T  | C  | T  | C  | T  | C  | T  | C  | T  | C  | T  | C  | T  |
| Risultato | V | V | N | V | N | P | V | V | V | N  | P  | P  | V  | P  | N  | P  | V  | P  | P  | P  | P  | P  | V  | P  | N  | N  | V  | P  | V  | N  | V  | V  | V  | P  | V  | V  | V  | N  |
| Posizione | 1 | 1 | 1 | 1 | 2 | 3 | 1 | 1 | 1 | 1  | 1  | 4  | 4  | 5  | 4  | 9  | 4  | 8  | 11 | 12 | 12 | 13 | 11 | 12 | 13 | 13 | 11 | 12 | 11 | 11 | 10 | 8  | 7  | 9  | 8  | 5  | 5  | 5  |

Legenda:

Luogo: C = Casa; T = Trasferta. Risultato: V = Vittoria; N = Pareggio; P = Sconfitta.

### Statistiche dei giocatori
| Giocatore        | 3. Liga  | 3. Liga | 3. Liga     | 3. Liga    | Coppa di Germania | Coppa di Germania | Coppa di Germania | Coppa di Germania | Totale   | Totale | Totale      | Totale     |
| Giocatore        | Presenze | Reti    | Ammonizioni | Espulsioni | Presenze          | Reti              | Ammonizioni       | Espulsioni        | Presenze | Reti   | Ammonizioni | Espulsioni |
| ---------------- | -------- | ------- | ----------- | ---------- | ----------------- | ----------------- | ----------------- | ----------------- | -------- | ------ | ----------- | ---------- |
| S. Cincotta      | 18       | 1       | 2           | 0          | 1                 | 0                 | 0                 | 0                 | 19       | 1      | 2           | 0          |
| K. Conrad        | 29       | 0       | 6           | 0          | 2                 | 0                 | 0                 | 0                 | 31       | 0      | 6           | 0          |
| T. Danneberg     | 27       | 2       | 3           | 0          | 1                 | 0                 | 0                 | 0                 | 28       | 2      | 3           | 0          |
| M. Endres        | 35       | 4       | 6           | 2          | 2                 | 0                 | 0                 | 0                 | 37       | 4      | 6           | 2          |
| A. Fink          | 38       | 17      | 1           | 0          | 2                 | 2                 | 1                 | 0                 | 40       | 19     | 2           | 0          |
| R. Garbuschewski | 9        | 0       | 1           | 0          | 1                 | 0                 | 1                 | 0                 | 10       | 0      | 2           | 0          |
| S. Glasner       | 9        | 0       | 0           | 0          | 1                 | 0                 | 0                 | 0                 | 10       | 0      | 0           | 0          |
| F. Hansch        | 3        | 0       | 0           | 0          | 1                 | 0                 | 0                 | 0                 | 4        | 0      | 0           | 0          |
| M. Hensel        | 2        | 0       | 0           | 0          | 0                 | 0                 | 0                 | 0                 | 2        | 0      | 0           | 0          |
| M. Hofrath       | 7        | 0       | 1           | 0          | 1                 | 0                 | 1                 | 0                 | 8        | 0      | 2           | 0          |
| T. Hölscher      | 3        | 0       | 0           | 0          | 0                 | 0                 | 0                 | 0                 | 3        | 0      | 0           | 0          |
| K. Karlik        | 2        | 0       | 0           | 0          | 0                 | 0                 | 0                 | 0                 | 2        | 0      | 0           | 0          |
| M. Kehl-Gómez    | 26       | 1       | 3           | 0          | 2                 | 1                 | 2                 | 0                 | 28       | 2      | 5           | 0          |
| M. Lais          | 17       | 0       | 1           | 0          | 1                 | 0                 | 0                 | 0                 | 18       | 0      | 1           | 0          |
| N. Lorenzoni     | 7        | 0       | 2           | 0          | 0                 | 0                 | 0                 | 0                 | 7        | 0      | 2           | 0          |
| F. Löning        | 16       | 4       | 1           | 0          | 0                 | 0                 | 0                 | 0                 | 16       | 4      | 1           | 0          |
| C. Mauersberger  | 13       | 0       | 0           | 0          | 0                 | 0                 | 0                 | 0                 | 13       | 0      | 0           | 0          |
| R. Ofosu         | 33       | 3       | 2           | 0          | 2                 | 0                 | 0                 | 0                 | 35       | 3      | 2           | 0          |
| P. Pentke        | 33       | 0       | 3           | 0          | 2                 | 0                 | 0                 | 0                 | 35       | 0      | 3           | 0          |
| D. Poggenberg    | 35       | 0       | 5           | 0          | 2                 | 0                 | 1                 | 0                 | 37       | 0      | 6           | 0          |
| M. Reule         | 5        | 0       | 1           | 0          | 0                 | 0                 | 0                 | 0                 | 5        | 0      | 1           | 0          |
| N. Röseler       | 34       | 0       | 1           | 1          | 2                 | 0                 | 0                 | 0                 | 36       | 0      | 1           | 1          |
| T. Scheffel      | 27       | 1       | 0           | 1          | 0                 | 0                 | 0                 | 0                 | 27       | 1      | 0           | 1          |
| F. Stenzel       | 37       | 3       | 7           | 0          | 2                 | 0                 | 0                 | 0                 | 39       | 3      | 7           | 0          |
| P. Türpitz       | 37       | 7       | 5           | 0          | 2                 | 0                 | 0                 | 0                 | 39       | 7      | 5           | 0          |
| M. Ziereis       | 21       | 0       | 0           | 0          | 1                 | 1                 | 0                 | 0                 | 22       | 1      | 0           | 0          |
| T. Çeçen         | 4        | 0       | 0           | 0          | 0                 | 0                 | 0                 | 0                 | 4        | 0      | 0           | 0          |